# Camila Vitorino
Camila Vitorino (sinh ngày 16 tháng 1 năm 1999) là người mẫu và hoa hậu người Bồ Đào Nha đã giành được danh hiệu Hoa hậu Hoàn vũ Bồ Đào Nha 2025. Cô sẽ đại diện cho Bồ Đào Nha tại cuộc thi Hoa hậu Hoàn vũ 2025 ở Thái Lan.

## Cuộc thi sắc đẹp

### Hoa hậu hành tinh 2017
Vitorino bắt đầu sự nghiệp thi sắc đẹp của mình bằng chiến thắng tại cuộc thi Hoa hậu Hành tinh 2017 tại Georgia vào ngày 17 tháng 9 năm 2017.

### Hoa hậu Bồ Đào Nha 2019
Vào ngày 30 tháng 11 năm 2019, Vitorino đã tham gia cuộc thi Hoa hậu Bồ Đào Nha 2019 và giành được danh hiệu Hoa hậu Trái đất Bồ Đào Nha 2020.
Cô đã từ bỏ danh hiệu Hoa hậu Trái đất Bồ Đào Nha 2020, đưa ra lý do chuyên môn khiến cô không thể tham gia cuộc thi Hoa hậu Trái Đất 2020.

### Hoa hậu Bồ Đào Nha 2025
Vào ngày 14 tháng 6 năm 2025, Vitorino đại diện cho Setúbal tại cuộc thi Hoa hậu Bồ Đào Nha 2025 và tranh tài với 30 ứng cử viên khác ở Lisbon, nơi cô giành danh hiệu Hoa hậu Hoàn vũ Bồ Đào Nha 2025 và được kế vị bởi Andreia Correia.

### Hoa hậu Hoàn vũ 2025
Vào ngày 21 tháng 11 năm 2025, Vitorino sẽ đại diện cho Bồ Đào Nha tại cuộc thi Hoa hậu Hoàn vũ 2025 tại Impact Challenger Hall ở Pak Kret, Nonthaburi, Thái Lan.

## Đời tư
Vitorino đã kết hôn và có một cậu con trai.